# Comuni del Salisburghese

Salisburghese in Austria

I comuni del Salisburghese sono pari a 119 (i dati relativi alla popolazione si riferiscono al censimento del 2011).

## Lista
| Comune                          | Distretto              | Popolazione |
| ------------------------------- | ---------------------- | ----------- |
| Abtenau                         | Hallein                | 5 736       |
| Adnet                           | Hallein                | 3 442       |
| Altenmarkt im Pongau            | Sankt Johann im Pongau | 3 711       |
| Anif                            | Salzburg-Umgebung      | 4 026       |
| Annaberg-Lungötz                | Hallein                | 2 290       |
| Anthering                       | Salzburg-Umgebung      | 3 466       |
| Bad Gastein                     | Sankt Johann im Pongau | 4 390       |
| Bad Hofgastein                  | Sankt Johann im Pongau | 6 734       |
| Bad Vigaun                      | Hallein                | 2 000       |
| Bergheim                        | Salzburg-Umgebung      | 4 860       |
| Berndorf bei Salzburg           | Salzburg-Umgebung      | 1 668       |
| Bischofshofen                   | Sankt Johann im Pongau | 10 290      |
| Bramberg am Wildkogel           | Zell am See            | 3 942       |
| Bruck an der Großglocknerstraße | Zell am See            | 4 468       |
| Bürmoos                         | Salzburg-Umgebung      | 4 727       |
| Dienten am Hochkönig            | Zell am See            | 758         |
| Dorfbeuern                      | Salzburg-Umgebung      | 1 423       |
| Dorfgastein                     | Sankt Johann im Pongau | 1 637       |
| Eben im Pongau                  | Sankt Johann im Pongau | 2 201       |
| Ebenau                          | Salzburg-Umgebung      | 1 359       |
| Elixhausen                      | Salzburg-Umgebung      | 2 829       |
| Elsbethen                       | Salzburg-Umgebung      | 5 180       |
| Eugendorf                       | Salzburg-Umgebung      | 6 698       |
| Faistenau                       | Salzburg-Umgebung      | 2 923       |
| Filzmoos                        | Sankt Johann im Pongau | 1 467       |
| Flachau                         | Sankt Johann im Pongau | 2 675       |
| Forstau                         | Sankt Johann im Pongau | 557         |
| Fusch an der Großglocknerstraße | Zell am See            | 679         |
| Fuschl am See                   | Salzburg-Umgebung      | 1 460       |
| Goldegg                         | Sankt Johann im Pongau | 2 446       |
| Golling an der Salzach          | Hallein                | 4 051       |
| Göming                          | Salzburg-Umgebung      | 684         |
| Göriach                         | Lungau                 | 368         |
| Grödig                          | Salzburg-Umgebung      | 6 936       |
| Großarl                         | Sankt Johann im Pongau | 3 693       |
| Großgmain                       | Salzburg-Umgebung      | 2 478       |
| Hallein                         | Hallein                | 19 864      |
| Hallwang                        | Salzburg-Umgebung      | 3 856       |
| Henndorf am Wallersee           | Salzburg-Umgebung      | 4 765       |
| Hintersee                       | Salzburg-Umgebung      | 450         |
| Hof bei Salzburg                | Salzburg-Umgebung      | 3 342       |
| Hollersbach im Pinzgau          | Zell am See            | 1 137       |
| Hüttau                          | Sankt Johann im Pongau | 1 473       |
| Hüttschlag                      | Sankt Johann im Pongau | 915         |
| Kaprun                          | Zell am See            | 2 985       |
| Kleinarl                        | Sankt Johann im Pongau | 780         |
| Koppl                           | Salzburg-Umgebung      | 3 277       |
| Köstendorf                      | Salzburg-Umgebung      | 2 519       |
| Krimml                          | Zell am See            | 837         |
| Krispl                          | Hallein                | 852         |
| Kuchl                           | Hallein                | 6 767       |
| Lamprechtshausen                | Salzburg-Umgebung      | 3 600       |
| Lend                            | Zell am See            | 1 438       |
| Leogang                         | Zell am See            | 3 102       |
| Lessach                         | Lungau                 | 560         |
| Lofer                           | Zell am See            | 1 914       |
| Maishofen                       | Zell am See            | 3 303       |
| Maria Alm am Steinernen Meer    | Zell am See            | 2 016       |
| Mariapfarr                      | Lungau                 | 2 383       |
| Mattsee                         | Salzburg-Umgebung      | 3 091       |
| Mauterndorf                     | Lungau                 | 1 740       |
| Mittersill                      | Zell am See            | 5 408       |
| Mühlbach am Hochkönig           | Sankt Johann im Pongau | 1 534       |
| Muhr                            | Lungau                 | 573         |
| Neukirchen am Großvenediger     | Zell am See            | 2 560       |
| Neumarkt am Wallersee           | Salzburg-Umgebung      | 5 786       |
| Niedernsill                     | Zell am See            | 2 487       |
| Nußdorf am Haunsberg            | Salzburg-Umgebung      | 2 272       |
| Oberalm                         | Hallein                | 4 157       |
| Oberndorf bei Salzburg          | Salzburg-Umgebung      | 5 590       |
| Obertrum am See                 | Salzburg-Umgebung      | 4 509       |
| Pfarrwerfen                     | Sankt Johann im Pongau | 2 214       |
| Piesendorf                      | Zell am See            | 3 755       |
| Plainfeld                       | Salzburg-Umgebung      | 1 256       |
| Puch bei Hallein                | Hallein                | 4 438       |
| Radstadt                        | Sankt Johann im Pongau | 4 892       |
| Ramingstein                     | Lungau                 | 1 198       |
| Rauris                          | Zell am See            | 3 073       |
| Rußbach am Paß Gschütt          | Hallein                | 796         |
| Saalbach-Hinterglemm            | Zell am See            | 2 871       |
| Saalfelden am Steinernen Meer   | Zell am See            | 15 954      |
| Salisburgo                      | Città statutaria       | 148 078     |
| Sankt Andrä im Lungau           | Lungau                 | 727         |
| Sankt Georgen bei Salzburg      | Salzburg-Umgebung      | 2 838       |
| Sankt Gilgen                    | Salzburg-Umgebung      | 3 731       |
| Sankt Johann im Pongau          | Sankt Johann im Pongau | 10 729      |
| Sankt Koloman                   | Hallein                | 1 619       |
| Sankt Margarethen im Lungau     | Lungau                 | 781         |
| Sankt Martin am Tennengebirge   | Sankt Johann im Pongau | 1 555       |
| Sankt Martin bei Lofer          | Zell am See            | 1 102       |
| Sankt Michael im Lungau         | Lungau                 | 3 494       |
| Sankt Veit im Pongau            | Sankt Johann im Pongau | 3 471       |
| Scheffau am Tennengebirge       | Hallein                | 1 334       |
| Schleedorf                      | Salzburg-Umgebung      | 1 022       |
| Schwarzach im Pongau            | Sankt Johann im Pongau | 3 555       |
| Seeham                          | Salzburg-Umgebung      | 1 786       |
| Seekirchen am Wallersee         | Salzburg-Umgebung      | 9 786       |
| Straßwalchen                    | Salzburg-Umgebung      | 7 006       |
| Strobl                          | Salzburg-Umgebung      | 3 644       |
| Stuhlfelden                     | Zell am See            | 1 578       |
| Tamsweg                         | Lungau                 | 5 724       |
| Taxenbach                       | Zell am See            | 2 743       |
| Thalgau                         | Salzburg-Umgebung      | 5 455       |
| Thomatal                        | Lungau                 | 347         |
| Tweng                           | Lungau                 | 488         |
| Unken                           | Zell am See            | 1 948       |
| Unternberg                      | Lungau                 | 1 001       |
| Untertauern                     | Sankt Johann im Pongau | 485         |
| Uttendorf                       | Zell am See            | 2 869       |
| Viehhofen                       | Zell am See            | 595         |
| Wagrain                         | Sankt Johann im Pongau | 3 020       |
| Wald im Pinzgau                 | Zell am See            | 1 158       |
| Wals-Siezenheim                 | Salzburg-Umgebung      | 12 067      |
| Weißbach bei Lofer              | Zell am See            | 415         |
| Weißpriach                      | Lungau                 | 318         |
| Werfen                          | Sankt Johann im Pongau | 3 030       |
| Werfenweng                      | Sankt Johann im Pongau | 913         |
| Zederhaus                       | Lungau                 | 1 200       |
| Zell am See                     | Zell am See            | 9 568       |